# ۶۸۵ (میلادی)
۶۸۵ (میلادی) ششصد و هشتاد و پنجمین سال تقویم میلادی است.

## زادگان
- لئوی سوم، امپراتور بیزانس (تاریخ احتمالی)
- ۸ سپتامبر – ژوانتسونگ، شاعر چینی (د. ۷۶۲)

## درگذشتگان
- کنستانتین چهارم، امپراتور بیزانس
- سنتواین، شاه وسکس